# Can Cavaller (Canet d'Adri)
|  | Per a altres significats, vegeu «Cal Caballé (Sant Julià de Ramis)». |

Can Cavaller és una masia de Canet d'Adri (Gironès) protegida com a bé cultural d'interès local. És una masia de forma rectangular desenvolupada en planta baixa i dos pisos superiors. La coberta és de teula àrab a dues vessants, acabada amb un ràfec format per una doble filera de teules. Les parets portants són de maçoneria arrebossada a les façanes exteriors, que deixen a la vista els carreus que emmarquen les obertures. La porta principal és feta amb llinda amb una llosa plana i brancals de pedra. Les finestres conserven llinda, ampit i brancals de pedra. una de les finestres principals té cisellat a la llinda l'any 1733, i un altre l'any 1510.